# Байер, Франтишек (краевед)
Франтишек Байер (чеш. František Bayer, также Франц Байер, нем. Franz Bayer; 29 марта 1853, Рожнов-под-Радгоштем, ныне район Всетин — 12 сентября 1925, Пршеров) — чешский педагог, этнограф и фольклорист, краевед.

## Биография
Учился в Оломоуце, с 1874 года был помощником учителя начальных классов, с 1878 по 1886 год — учителем в школах различных чешских городов. Был основателем множества народных читален и редактором многих журналов, посвящённых собранию произведений чешской народной словесности, активно самостоятельно занимался сбором народных сказок и песен. Итогом собирательской работы Байера стал сборник «Валашские народные сказки и повести» (чеш. Valašské národní pohádky a pověsti z okolí Rožnovského). 
Написал краеведческие книги «Радгошть» (чеш. Radhošť; 1874) и «Рожнов» (чеш. Rožnov; 1877), вторая из них имела определённое значение для популяризации его родного городка в качестве курорта. Публиковал юморески собственного сочинения, пособия по истории чешской литературы. Совместно с Фр. Кожелухом опубликовал посмертно книгу Франтишека Палацкого «Последнее прощание с родной Моравенкой» (чеш. Poslední loučení s rodnou Moravěnko). С 1882 года заведовал Моравской библиотекой.